# Giedi Planitia
La Giedi Planitia è una struttura geologica della superficie di Titano.